# Cornelis Drebbel
Cornelis Drebbel, Cornelius Jacobszoon Drebbel (født 1572 i Alkmaar, Nederlandene, død 7. november 1633 i London) var en nederlandsk opfinder og naturforsker. Drebbel var den første, som konstruerede en ubåd, som kunne sejle neddykket under vandets overflade. Ubåden tog sig frem med hjælp af tolv årer langs Themsen på ca 5 meters dybde. Dette skete i 1624, men allerede i 1400-tallet havde Leonardo Da Vinci lavet tegninger til en undervandsbåd, som dog efter hvad man ved ikke blev udført.
I 1621 udviklede Drebbel et af de første mikroskoper (om ikke det første), hans havde to konvekse linser. Hans mikroskop blev et fremskridt: i 1624 sendte Galileo et Drebbel-mikroskop til Federico Cesi (1585–1630), en rig mand i Rom, som skrev en bog, "Apiarum", om bier. Uden mikroskopet havde bogen ikke kunnet indeholde så megen ny kundskab.
Drebbel var tillige forfatter og skrev "Een kort Tractaet van de Natuere der Elementen" - En kort traktat om elementernes natur. Hans eksperimenter inden for kemi var til tider fremgangsrige. Et eksempel er den kemiske termostat, som anvendtes til at regulere temperaturen i en primitiv ægklækningsmaskine. 
Inden for populærkulturen er han blevet gengivet en række gange som en vanvittig middelalderlig opfinder med opfindelser langt forud for sin tid.
- Cornelis Drebbel
- Drebbels ubåd